# 白石涼子★R-24hr
『白石涼子★R-24hr』（しらいしりょうこあーるにじゅうよん）は、スターチャイルドHPすたちゃまにあ内スタチャインターネットラジオで2005年10月から2008年3月9日まで配信されていたインターネットラジオ番組。2008年3月3日の第123回で更新終了。
キャッチフレーズは、「"R"涼子の楽しいおしゃべりが"24hr"24時間いつでも聞けちゃうインターネットラジオ配信〜★★」（番組HPより引用）。
番組内の挨拶は「ニョ〜ン」を使い、番組終了時に「By "R"」と言う。タイトル、キャッチフレーズにあるように放送時間は特に設定されておらず、24時間いつでも聞くことができる。更新は毎週月曜日である。後に番組タイトルは、本人のミニアルバム『R』に反映された。

## パーソナリティ
- 白石涼子（各コーナーには、本人が演じる別のキャラクターが登場する）
- 矢野了平（番組内での呼称は「りょうへいたん」で定着しつつある）

## 配信終了時にあったコーナー
- BG-ダイヤリー

嬉しい一日、残念な一日、がんばった一日など、リスナーから送ってもらったある一日の日記を、うりょっちがその内容にピッタリだと思う曲をかけながら紹介するコーナー。
- 白石涼子の私が総理大臣になったら！

白石涼子が総理大臣となって、リスナーからの提案に「認可」か「却下」のどちらかで即答していくコーナー。
- なりきりR

リスナーから募集した「名前」と「職業」の人を、うりょっちが「別の人格」として演じ、矢野さんとトークをしていくコーナー。トーク時間は3分だが、うりょっちが無理だと思ったときはギブアップができる。1回もギブアップをしなかったため、最後の方はいつの間にかギブアップできる仕組みがなくなっていた。
- あのときあー答えていれば劇場！

今までの人生で「あのとき、あー答えてれば」・・・と後悔した体験をリスナーから募集し、その状況をうりょっちと矢野さんが演じるコーナー。
- 今週のキャッチフレーズ

番組冒頭に「今週もアクセスありがとうございます」と言った後に「ニョ〜ン」を用いたキャッチフレーズを言ったり、「ニョ〜ン」を用いたちょっとした小芝居を演じたりするコーナー。このコーナーでの「ニョ〜ン」は挨拶以外の様々な意味に解釈された。ちなみにこのコーナーの説明がされたのは最終回の最後の挨拶のときであった。

## 番組途中まであったコーナー
- 白石りょう子が一刀両断

白石涼子演じる自身の姉の白石うりょ子がリスナーの悩みや謎に答えていくコーナー。白石うりょ子は関西弁で話す。
- No.1ホスト涼の男の条件

白石涼子演じるNo.1ホスト涼がリスナー（基本的に男性のリスナー）を真の男性へと磨き上げていくコーナー。リスナーが送ってきたある行動がモテる男の行動であるか否かを「モテる」「モテない」という掛け声でジャッジする。
- BG-R

リスナーが自身の「楽しかったこと」「嬉しかったこと」「切なかったこと」等のエピソードとそれに合うBGMを「R」、「In Bloom」の中から選んで送る。そのエピソードをそのBGMにのせて紹介するコーナー。